# Mick Baumeister
Mick Baumeister (* 28. Juni 1958 in Schwäbisch Gmünd) ist ein deutscher Jazzpianist und Komponist.

## Leben und Wirken
Baumeister, der bereits früh Klavier spielte, machte die mittlere Reife auf einem von den Pallottinern geführten Internat am Bodensee. Er bildete sich zunächst als Gaststudent an der PH Schwäbisch Gmünd weiter, bevor er zwischen 1975 und 1979 an der Neuen Musikschule Braunschweig studierte. Daneben verfasste er bereits Theatermusiken für das Staatstheater Braunschweig. Dann arbeitete er als Jazzmusiker, sowohl als Solist als auch mit Wolfgang Lauers Touch, der East-West Connection, der Gruppe Quintessence und im Duo mit Uwe Werner, mit dem er auch ein Album (Inner Spaces)  vorlegte und auch 2010 noch im Quartett spielte. Hauptsächlich schrieb er aber Musiken für das Theater und das Hörspiel, ab 1984 auch Filmmusiken, etwa für Krücke. Für das Fernsehen schrieb er die Musik für die Serien wie Anderland (1985/86), Münchner Freiheit, Die glückliche Familie, Der Fahnder, Ein Fall für zwei, Die Männer vom K3, Mord in bester Gesellschaft und auch für einige Tatort-Folgen.
Baumeister war auch als Dozent an der Hochschule für Gestaltung Schwäbisch Gmünd tätig.

## Filmografie (Auswahl)
- 1980: Anderland (Fernsehserie)
- 1985: Münchener Freiheit (Fernsehserie)
- 1987: Die glückliche Familie (Fernsehserie, 1 Folge)
- 1990–1991: Eurocops (Fernsehserie, 2 Folgen)
- 1991–2004: Ein Fall für zwei (Fernsehserie, 12 Folgen)
- 1993: Krücke
- 1994: Der Gletscherclan (Fernsehserie)
- 1998: Mordkommission (Fernsehserie)
- 1998: Tatort – Brandwunden
- 1998–1999: Die Neue – Eine Frau mit Kaliber (Fernsehserie, 14 Folgen)
- 1999: Die Männer vom K3 (Fernsehserie, 1 Folge)
- 2003: Der zehnte Sommer
- 2005: Tatort – Freischwimmer
- 2008: Im Meer der Lügen (2-teiliger Fernsehfilm)
- 2007–2013: Mord in bester Gesellschaft (Krimireihe, 11 Folgen)
  - 2007: Mord in bester Gesellschaft (Folge 1)
  - 2008:  Der Tote im Elchwald (Folge 2)
  - 2008: Die Nächte des Herrn Senator (Folge 3)
  - 2009: Der süße Duft des Bösen (Folge 4)
  - 2010: Das eitle Gesicht des Todes (Folge 5)
  - 2010:  Alles Böse zum Hochzeitstag (Folge 6)
  - 2011:  Die Lüge hinter der Wahrheit (Folge 7)
  - 2011: Das Ende vom Lied (Folge 8)
  - 2011:  Der Fluch der bösen Tat (Folge 9)
  - 2012:  Der Tod der Sünde (Folge 10)
  - 2013:  In Teufels Küche (Folge 11)